# 傑佛遜鎮區 (印地安納州歐文縣)
傑佛遜鎮區（英語：Jefferson Township）是位於美國印地安納州歐文縣的一個行政鎮區。

## 地方資料
根據2010年美國人口普查的數據，傑佛遜鎮區的面積為124.20平方千米，當中陸地面積為123.90平方千米，而水域面積為0.30平方千米。當地共有人口1129人，而人口密度為每平方千米9.09人。